# 张柬之
张柬之（625年—706年），字孟将，襄州襄阳人，曾与崔玄暐、桓彥範、敬晖等發動神龍革命，迫武則天禪讓予唐中宗，唐朝因而復辟。後因得罪韋皇后、武三思，被貶至死。

## 生平
张柬之中进士后，任清源监察御史。永昌元年（689年）以贤良征试，擢为司馬。后出任合州、蜀州刺史、荊州長史等职。狄仁傑向武則天推舉，武則天將其升為秋官侍郎。遂得以升为宰相。
張柬之預謀推翻武則天，恢复唐朝皇室政权，他引杨元琰为右羽林将军，随后又任命桓彦範、敬晖、李湛为左右羽林将军；并说动右羽林卫大将军李多祚参加密谋，掌握守卫皇宫的北门禁军。
神龙元年（705年）正月，張柬之与崔玄暐、桓彥範、袁恕己、敬晖等人，乘武则天病重，发动神龍革命，兵变初始，張柬之等率羽林兵五百余人，迎太子李顯由玄武门入宫，復辟唐朝，是為唐中宗。因功擢天官尚书，封汉阳郡公。
后五大臣均升郡王，张柬之封为汉阳郡王；崔玄暐博陵郡王；敬晖平阳郡王；桓彦範扶阳郡王；袁恕己南阳郡王。
不久，张遭武則天的姪子武三思排挤，武三思以张等五大臣誣陷韋為由，向唐中宗中傷他們，皇帝於是下詔，將五大臣流放邊疆。張柬之被流放襄州（今湖北襄陽），氣憤而死。
唐睿宗復辟後，张柬之獲平反，追贈中書令，追封漢陽郡公，諡曰「文貞」。

## 后人
- 张漪，著作郎
  - 张願，吳郡太守、兼江東採訪使
    - 张煦，殿中侍御史

  - 张毖，左補闕
  - 张勰，荊府倉曹參軍
  - 张軫（697年－732年7月1日），第四子，河南參軍。嗣子张繟、张绍
  - 张某，戶部郎中
  - 张異，大理評事
- 张嶧
  - 张愿，开元年间为驾部郎中
  - 张点，字子敬
- 张琪，晉州刺史

另有曾孙张纁